# Stuttgart Database of Scientific Illustrators 1450–1950
De Stuttgart Database of Scientific Illustrators 1450–1950 (afgekort DSI) is een online databank van bibliografische gegevens over mensen die gepubliceerde wetenschappelijke werken illustreerden vanaf de uitvinding van de drukpers, rond 1450, tot 1950; de laatstgenoemde cut-off datum werd bij de creatie in 2011 gekozen met de bedoeling om nog actieve illustratoren uit te sluiten. De database bevat degenen die op verschillende gebieden hebben gewerkt, waaronder astronomische, botanische, zoölogische en medische illustratie.
De database wordt gehost door de Universiteit van Stuttgart. Inhoud wordt in het Engels weergegeven en is gratis toegankelijk. Vanaf januari 2020 staat op de startpagina van de site dat de database meer dan 12.500 illustratoren bevat. De site is doorzoekbaar op 20 velden.
Suggesties voor aanvullende inzendingen of wijzigingen kunnen worden ingediend door leden van het publiek, maar zijn onderworpen aan redactionele beoordeling voordat ze worden opgenomen.

## Voorbeeld
Een voorbeeldvermelding, voor de Nederlandse 19e-eeuwse illustrator Pieter van Oort, is te zien op https://dsi.hi.uni-stuttgart.de/index.php?tablename=dsi&function=details&where_field=id&where_value=3402.